# جمعية نوفا سكوشا للسكن الانتقالي
جمعية نوفا سكوشا للسكن الانتقالي (اختصارها THANS وTRANS) هي منظمة مقرها في هاليفاكس، نوفا سكوشا، وكندا والتي تدير مآوي النساء. شيفا نوربان هي منسقة المشروع في THANS. روندا فريزر، المديرة التنفيذية ل Chrysalis House، هي عضوة في THANS. تنظم THANS حملة توعية سنوية عن الشريطة الأرجوانية كإحياء لذكرى مذبحة مدرسة بوليتكنيك. تم تأسيس THANS في 1989. قامت الجمعية بمقابلات مع 34 امرأة تعرضن للإساءة البدنية اللاتي سعين فيما بعد لحلها من خلال قانون الإصلاح الأسري. في 2000، أصدرت THANS تقرير يقوم على تلك المقابلات، معلنين أن العديد من النساء لا يُرشحن الإصلاح القانوني للنساء الأخريات اللاتي تمت الإساءة إليهن. في 2008، ساندت الجمعية مشروع القانون 81، والذي تمنوا أن يكون قانون للقضاء على العنف المنزلي، ولكن اختار وزير العدل سيسيل كلارك ألا يتم استدعاء مشروع القانون للقراءة الثالثة. في2009، ميز داريل دكستر عضو الحزب الديمقراطي الجديد THANS بوعده بزيادة التمويل الحكومي لدور الإصلاح والتهذيب في نوفا سكوشا. في 2012، أقامت THANS شراكة مع جمعية الفتيات المسيحيات العالمية "World YWCA"، Family SOS «جمعية نجدة الأسرة»، Silent Witness Nova Scotia «الشاهد الصامت نوفا سكوشا»، وLeave Out Violence «مجتمع اترك العنف بنوفا سكوشا» لاستضافة Ghosts of Violence على مسرح الباليه الأطلسي بكندا، وهو باليه عن العنف المنزلي، في هاليفاكس.